# Songhua
De Songhua (ook wel bekend als Sungari, wat is afgeleid van het Mantsjoe voor “witte rivier”) is een rivier in het noordoosten van de Volksrepubliek China. Het is de grootste zijrivier van de Amoer.

## Geografie
De Songhua ontspringt in het Changbaigebergte, en slingert zich over een lengte van 1927 kilometer door de Chinese provincies Heilongjiang en Jilin.
In de rivier bevindt zich bij Jilin de Fengmandam, die wordt gebruikt voor het opwekken van elektriciteit. De dam vormt stroomopwaarts een 62 kilometer lang meer. Voorbij de dam stroomt de rivier naar het noordwesten. Bij Da'an voegt de Nen zich bij de Songhua. Vlak bij Harbin komt ook de Hulan erbij. Bij de stad Tongjiang mondt de rivier uit in de Amoer.
De rivier bevriest meestal van eind november tot maart. In de lente, als de sneeuw in de bergen smelt, staat het water in de rivier op zijn hoogste punt. Voor middelgrote schepen is de rivier bevaarbaar tot aan Harbin, kleinere schepen kunnen de Songhua bevaren tot aan Jilin.
De rivier is, zeker in het gebied van de Mantsjoerijse Vlakte, in de loop der jaren van loop veranderd. In het landschap zijn nog sporen zichtbaar van hoe de rivier ooit liep.

## Milieuramp
In november 2005 kwam de Songhua in het nieuws omdat de rivier was vervuild met benzeen als gevolg van de Watervervuilingsramp in Harbin. Dit leidde tot een afsluiting van Harbins watervoorraad.
- Library of Congress Control Number: sh85130548
- Bibliotheek van het Japanse parlement: 00637144
- Nationale Bibliotheek van Israël: 987007548787205171
- Virtual International Authority File: 205145542512596640374